# Kodagi Thirumalapura, Bangalore North
Kodagi Thirumalapura là một làng thuộc tehsil Bangalore North, huyện Bangalore Urban, bang Karnataka, Ấn Độ.